# Anna Binetti
Anna Binetti, z domu Ramón (ur. ok. 1738 w Wenecji, zm. po 1786 zapewne w Wenecji) – znana włoska tancerka baletowa i kurtyzana.
Wieloletnia przyjaciółka Giacomo Casanovy. Przez pewien czas żona francuskiego tancerza i baletmistrza Georges’a Bineta (zwanego z włoska Giorgio Binetti, a w Anglii pisanego też: Binety, Binnety). W latach 1765–1777 partnerka sceniczna i życiowa wybitnego francuskiego tancerza i baletmistrza Charles’a Le Picqa (1745–1806). Od grudnia 1765 do marca 1767 roku primabalerina teatru królewskiego w Operalni Saskiej w Warszawie. W tym czasie kochanka podstolego koronnego, hrabiego Franciszka Ksawerego Branickiego i stolnika koronnego, hrabiego Augusta Fryderyka Moszyńskiego. Prawdopodobnie także faworyta króla Stanisława Augusta. Jej panieńskie nazwisko zapisywano również: Ramani, Ramóni, Roman; zamężną notowano też jako: Binet, Binett, Binety, Binnety, Benety, a u nas także: Pinetti.

## Kochanka Casanovy

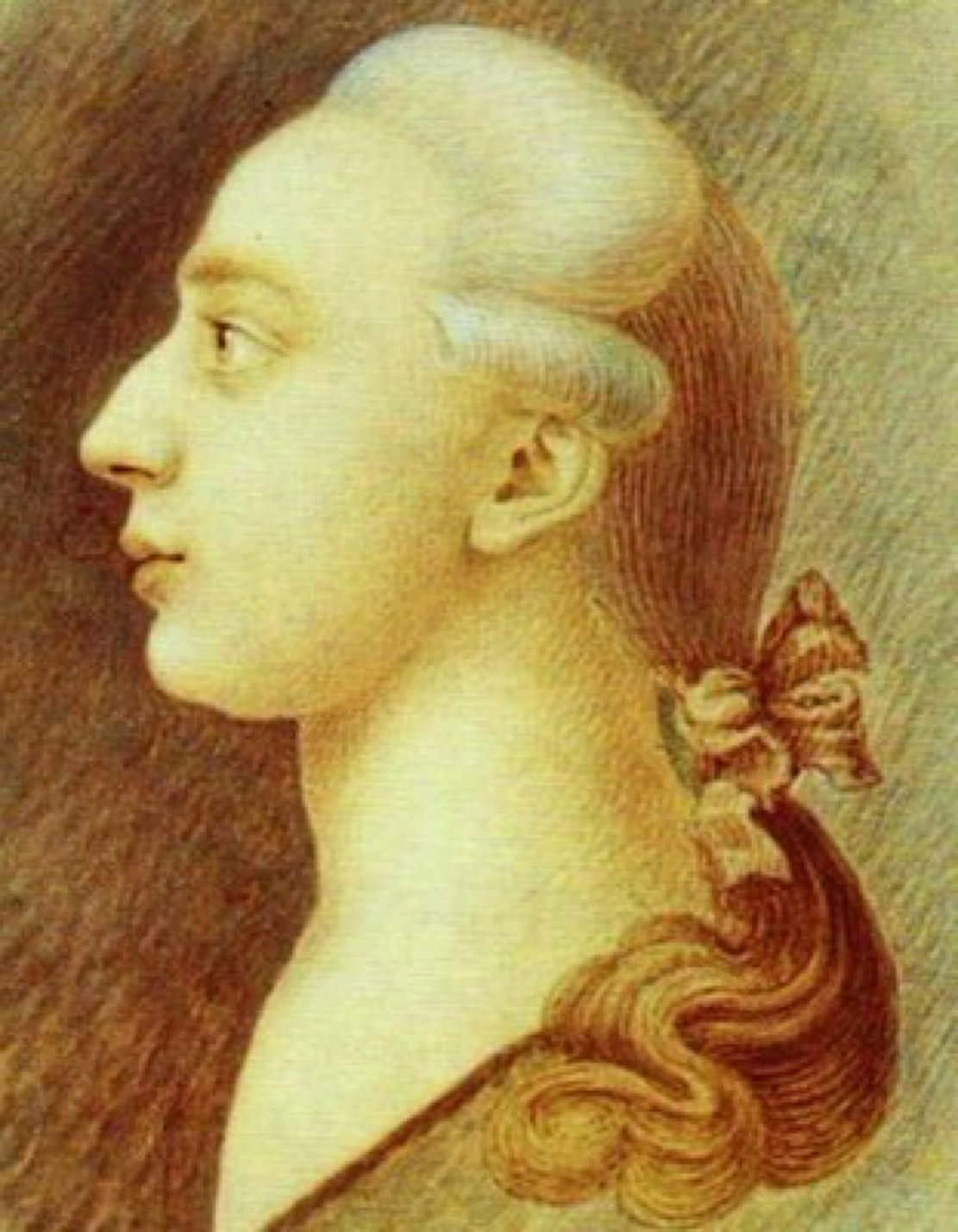
Giacomo Casanova, rysunek jego brata Francesco Giuseppe Casanovy, ok. 1755

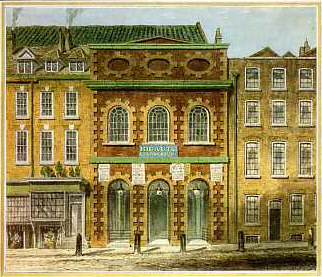
King’s Theatre w Londynie, gdzie Anna Binetti występowała z mężem w latach 1761–1763

Była córką weneckiego gondoliera Ramóna. Debiutowała na scenach weneckich jako panna Ramón zapewne jeszcze pod koniec lat 40., ale po raz pierwszy odnotowano ją już jako solistkę w 1751 na scenie tamtejszego Teatro San Moisè. Około 1754 poznał ją Casanova, który tak wspominał ich pierwsze kontakty: „Przez dwa tygodnie byłem kochankiem bardzo urodziwej młodej weneckiej dziewczyny, którą ojciec, niejaki Ramón wystawił na podziw publiczny jako tancerkę w teatrze. Mógłbym pozostać już w jej niewoli, gdyby jej wymuszone małżeństwo nie zerwało naszych więzów. Jej protektorka, Mme Cecilia Valmarana, znalazła dla niej bardziej odpowiedniego męża w osobie francuskiego tancerza nazwiskiem Binet, który zmienił je na Binetti, dzięki czemu jego młoda żona nie została Francuzką; wkrótce zdobyła ona wielką sławę na więcej niż jeden sposobów”. Ich późniejszym spotkaniom w Stuttgarcie, Londynie i Warszawie towarzyszyła zawsze serdeczność z odrobiną zazdrości i wielkim wzajemnym sentymentem. Tak pozostało aż do ostatnich dni Casanovy, kiedy spisywał swoje pamiętniki.

## Na scenach włoskich
Jeszcze jako panna Ramón tańczyła kolejno w Wenecji, Lodi, Parmie i Weronie, gdzie w 1757 pracowała już z mężem, tancerzem i baletmistrzem Georges’em Binetem (Binettim). Był on niestety rozpustnikiem i hazardzistą, a żonę traktował instrumentalnie, czerpiąc korzyści z jej pozaartystycznej aktywności. Pod koniec tego roku tańczyli razem w Mediolanie, gdzie używała już podwójnego nazwiska Ramóni-Binetti, a później pojawiała się tylko jako pani Binetti. Występowali także w Mantui, Brescii i Weronie.

## W Stuttgarcie i Londynie
W sezonie 1759/60 pracowała z mężem w Stuttgarcie. Spotykał ją tam Casanova jako tancerkę i kochankę ambasadora austriackiego. W latach 1761–1763 państwo Binetti przebywali z kolei w Londynie jako soliści King’s Theatre, gdzie dla niepoznaki i większej swobody bycia przedstawiali się nawet jako rodzeństwo. Tam również widział ją Casanova: „Przyjęła mnie z otwartymi ramionami (…). Jak to jest, że nie mieszkasz ze swoim mężem? – zapytałem. – Bo on gra, przegrywa i okrada mnie ze wszystkiego co posiadam – odpowiedziała. Ponadto kobieta mojego pokroju, gdy jest mężatką, nie może liczyć na to, że bogaty kochanek przyjdzie się z nią zobaczyć, kiedy nie może przyjmować jego wizyt bez żadnych ograniczeń. Nic mi nie grozi ze strony Binettiego, bo daleki jest od zazdrości”.

## Partnerka Le Picqa
W 1765 spotkała w Wiedniu kilka lat młodszego od siebie, 20-letniego wówczas Charles’a Le Picqa, który opuścił niedawno stuttgarcki zespół Jeana-Georges’a Noverre’a, gdzie zdobył sławę i rozpoczął teraz niezależną karierę. Potrzebował stałej partnerki scenicznej i opiekunki życiowej, więc Binetti wykorzystała tę okazję. Tak zawiązał się jeden z najsłynniejszych duetów baletowych XVIII wieku. Występowali tam w przedstawieniach baletowych dwóch sławnych choreografów: Gasparo Angioliniego i Franza Hilverdinga. Latem tego roku cały balet wiedeński uczestniczył w uroczystościach dworskich w Innsbrucku, gdzie Le Picq i Binetti tańczyli m.in. 6 sierpnia w premierze nowego baletu Enea in Italia autorstwa Hilverdinga: on jako tytułowy Eneasz, a ona jako jego matka Wenus. Premiera odbywała się z okazji zaślubin arcyksięcia Leopolda Habsburga z infantką Marię Ludwikę Burbon, w obecności dworu cesarskiego i wielu dostojnych gości zagranicznych. Były tam tego lata również inne przedstawienia z ich udziałem, np. Ifigenia in Aulide w choreografii Angioliniego, po której jednak 18 sierpnia zmarł nagle ojciec nowożeńca, cesarz Franciszek I Lotaryński, więc ogłoszono siedmiomiesięczną żałobę państwową. W całym cesarstwie zawieszono przedstawienia teatralne, a wszyscy artyści stracili na ten czas źródła zarobkowania.

## Dwa sezony w Warszawie

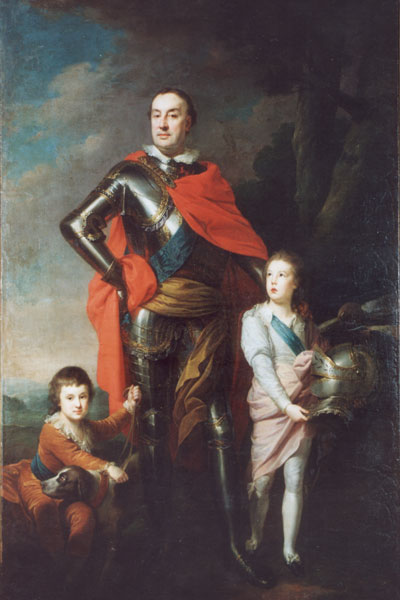
Franciszek Ksawery Branicki z synami w późniejszym okresie, obraz Giovanniego Battisty Lampiego, po 1788

Jesienią 1765 Charles Le Picq z Anną Binett, jej mężem Georges’em i córeczką podróżowali więc do Rosji w nadziei na nową pracę w Petersburgu, gdzie funkcję baletmistrza teatru dworskiego obejmował teraz ich niedawny wiedeński choreograf Gasparo Angiolini. Po drodze zatrzymali się jednak w Warszawie, gdzie pod dyrekcją Carlo Tomatisa działał od niedawna nowy włoski zespół operowo-baletowy z primabaleriną Cateriną Gattai na czele. Tutaj Binetti ponownie natknęła się na Casanovę, który tak opisał ich przyjazd:
„Tancerka Binetti, którą spotkałem ostatnio w Londynie, przyjechała do Warszawy ze swoim mężem i z tancerzem Le Picqiem. Przybywali z Wiednia, a jechali do Petersburga. Mieli list polecający do brata królewskiego [księcia Andrzeja Poniatowskiego], który był generałem w służbie austriackiej, ale przebywał wtedy w Warszawie. (…) Król oświadczył, że chce zobaczyć jej taniec i że nakłoni ją do pozostania w Warszawie przez osiem dni za honorarium w wysokości tysiąca dukatów. (…) W trzy dni później Le Picq zaaranżował balet kostiumowy; dekoracje, orkiestra i obsada – wszystko było na czas urządzone (…). Para tak się spodobała, że zawarto z nimi świetny kontrakt na cały rok. Z tego powodu Gattai była wściekła, bo Binetti całkowicie usunęła ją w cień, a co gorsza, odebrała jej wielbicieli”.
Niechęć Cateriny Gattai do przybyłej konkurentki była zupełnie zrozumiała. Tym bardziej, że Anna Binetti i Charles Le Picq rzeczywiście podpisali 25 grudnia 1765 wyjątkowo korzystny kontrakt, z którego wynikało także, że mieli podlegać bezpośrednio królowi, z pominięciem antreprenera Carlo Tomatisa (kochanka Gattai) i jego dworskiego nadzorcy, hrabiego Augusta Moszyńskiego. Gwarantowało im to szczególną pozycję na dworze i w teatrze.

## Faworyta Branickiego
Od pojawienia się w Warszawie Binetti urzekła hrabiego Franciszka Ksawerego Branickiego (wcześniej adoratora Mlle Gattai), który został jej kochankiem i głównym sponsorem. Według Casanovy, „jeszcze nie minęło dziesięć czy dwanaście dni, a już miała Binetti wykwintnie urządzony dom, skromną, ale ładną zastawę srebrną, piwnicę pełną najwyszukańszych win, doskonałego kucharza i liczne grono wielbicieli, a wśród nich stolnika Moszyńskiego i przyjaciela króla, podstolego koronnego Branickiego”. Postanowiła więc zostać w Warszawie na dłużej, a mając tu poparcie najważniejszych osób dworu królewskiego, mogła wreszcie pozbyć się niewygodnego męża, który raz jeszcze okradł ją na koniec i wyjechał do Wiednia. Tymczasem ostra rywalizacja oraz intrygi towarzyskie Gattai i Binetti doprowadziły w efekcie do słynnego pojedynku Casanovy z Branickim. Ciężko ranny Branicki dopiero poniewczasie zrozumiał, że padł ofiarą intrygi Binetti i w efekcie wybaczył przeciwnikowi. Z kolei ona unikała już teraz Casanovy, co tak tłumaczył mu hrabia Moszyński: „Ona boi się waćpana. Była przyczyną twego pojedynku, a dawny jej kochanek Branicki, nie chce o niej słyszeć. (…) Omal nie położyłeś trupem jej rycerza. Wyrzucała mu, że przyjął twe wyzwanie; on wszakże oświadczył, że nie chce jej więcej widzieć”. Że zaś pojedynki w granicach starostwa warszawskiego były wtedy zakazane Casanovie nakazano w imieniu króla opuścić Polskę.

## Przyjaciółka Moszyńskiego
Od wiosny 1766, po wycofaniu się Cateriny Gattai z kariery baletowej, Binetti „panowała” już w teatrze warszawskim bezkonkurencyjnie aż do marca 1767. Pozyskała też nowego adoratora w osobie opiekuna teatru ze strony dworu, hrabiego Augusta Moszyńskiego, którego zresztą przywiązała do siebie na długie lata. Podobnie jak Charles Le Picq, była świetnie opłacana. Początkowo on zarabiał 800, a ona 700 dukatów rocznie, ale pod koniec 1766 zaproponowano im już po 1000 dukatów, 2-3 razy więcej niż otrzymywali pozostali soliści baletu. Niewiele wiadomo o ich warszawskim repertuarze poza tym, że tańczyli prawie we wszystkich przedstawieniach operowych i komediowych. Źródła odnotowują jedynie, że 9 maja 1766 (podczas gali imienin króla Stanisława Augusta) wystąpili w balecie heroicznym Le Guerrier guidé par l’Amour w choreografii francuskiego baletmistrza Vincenta Sauniera. Ale nie było to jedyne pole jej aktywności w Warszawie. Wiele wskazuje na to, że nie bacząc na sentyment i opiekę Moszyńskiego, była w tym czasie także kochanką króla Stanisława Augusta.

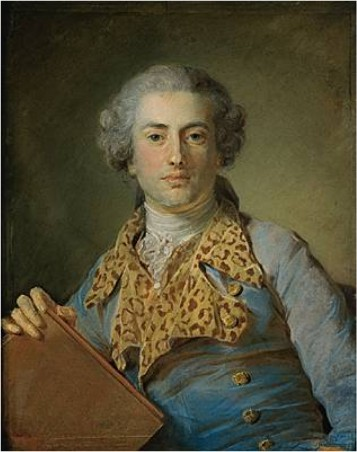
Jean-Georges Noverre, z którym Anna Binetti i Charles Le Picq pracowali w Wiedniu w latach 1767–1769

## Ponownie w Wiedniu
W początkach 1767 król zmuszony był ograniczyć swoje nakłady na teatr, dlatego przed Wielkanocą rozpuszczono warszawskie zespoły opery włoskiej z baletem i komedii francuskiej. Le Picq z Binetti wyjechali więc do Wiednia, gdzie zgodzili się przyjąć znacznie gorsze warunki finansowe – 800 dukatów dla obojga. Ale za to od jesieni 1767 występowali już w przedstawieniach wielkiego choreografa Jeana-Georges’a Noverre’a, który właśnie został tam ponownie baletmistrzem. Le Picq przyjmowany był z podziwem i uwielbieniem, ale Binetti – raczej bez uznania i powodzenia.
Początkowo pozostawała tam bowiem w cieniu wybitnej tancerki Nancy Levier-Trancard, ulubienicy wiedeńskiej publiczności. Dopiero po jej wyjeździe z gościnnymi występami do Rosji, od 1768 zaczęła obejmować główne partie w baletach Noverre’a. Znakomity choreograf stworzył tam nawet specjalnie dla niej nowy balet heroiczny Thelmire, który nie przyniósł jej jednak sukcesu. Wiemy o tym wszystkim z pism ówczesnego austriackiego autorytetu, również w dziedzinie teatru, pisarza Josepha von Sonnenfelsa. Uznawał on Charles’a Le Picqa za ideał tancerza i męskiego piękna, jakie można sobie tylko wymarzyć; uważał, że to „wzór kształtów symetrycznych w każdym calu, kwitnący młodzian, którego ukształtowała sama Terpsychora”. Wobec niej był jednak bardzo krytyczny. Przyznawał wprawdzie, że „Mad. Binetti ma piękną figurę, ale pozbawioną całego powabu sztuki, jest sztywna, bez wyrazu, rękami porusza bez wdzięku, a w swoich gestach jest nużąco monotonna”. Twierdził, że nie dorównuje ona talentowi Nancy Levier-Trancard.

## Sukcesy z Le Picqiem
Od 1769 tańczyli już oboje na scenach włoskich, pozostając zarazem w nieformalnym związku. Rozpoczęli tam swoje występy w Padwie, a potem przez kilka lat tańczyli razem, na przemian i z wielkim powodzeniem, w Wenecji, Mediolanie, Neapolu i Florencji. Jednak rosnąca sława urodziwego Le Picqa, który w 1776 podbił nawet Paryż, zyskując tam miano Apolla Tańca, przyćmiła gasnącą już karierę Anny Binetti. Po raz ostatni wystąpili razem w Wenecji w 1777, po czym Le Picq porzucił ją na zawsze i osiadł na kilka lat w Real Teatro di San Carlo w Neapolu, gdzie wkrótce związał się z kolejną mężatką – z tamtejszą partnerką, młodą i utalentowaną niemiecką baleriną Gertrude Rossi, z domu Ablöscherin, żoną neapolitańskiego baletmistrza Domenico Rossiego. W tym czasie Binetti dobiegała już czterdziestki, a na scenach włoskich królowały znacznie młodsze baleriny. Straciwszy wsparcie słynnego partnera próbowała jeszcze utrzymać się na weneckim rynku baletowym. W połowie 1778 tańczyła na scenie Teatro San Benedetto jako Armida u boku Ontaria Viganò w jego w balecie Il Rinaldo, ale to już ostatni ślad jej występu na weneckiej scenie.

## Najważniejsze kreacje
Przez pierwsze kilkanaście lat, zarówno na scenach włoskich, jak w Stuttgarcie, Londynie i Warszawie, Binetti występowała przede wszystkim w czysto dekoracyjnych tańcach i divertissement tanecznych, które ozdabiały i uatrakcyjniały przedstawienia operowe. W latach 1751–1767 tańczyła ich dziesiątki, zanim zaczęła obejmować role w baletach dramatycznych z akcją. Do tamtych ośrodków baletowych nie dotarły jeszcze w owych latach reformy wielkich choreografów XVIII wieku: Franza Hilverdinga, Gasparo Angioliniego, a przede wszystkim Jeana-Georges’a Noverre’a, którzy na scenach Wiednia i Stuttgartu tworzyli już wtedy tzw. ballets d’action, czyli dramaty choreograficzne oparte głównie na motywach mitologicznych. Jednym z najwybitniejszych uczniów Noverre’a, a potem wielkim propagatorem baletów swojego mistrza był właśnie Charles Le Picq, partner sceniczny Anny Binetti, i to on ukształtował ją w końcu jako jedną z wybitnych tancerek pantomimicznych ich czasów.
Pierwszą tego rodzaju rolę, wspomnianą wyżej Venus w balecie Enea in Italia Hilverdinga, wykonywała już w 1765 w Innsbrucku, ale seria następnych nadeszła dopiero później i był to najlepszy okres w jej karierze. Niektóre z tych ról powtarzała nawet na różnych scenach włoskich. Były to kolejno:

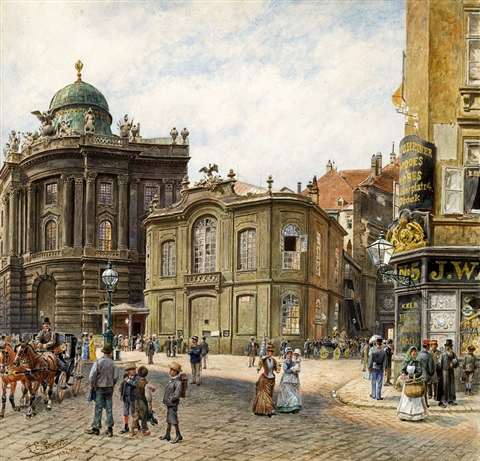
Burgtheater w Wiedniu, gdzie Anna Binetti i Charles Le Picq tańczyli w baletach Noverre’a w latach 1767–1769

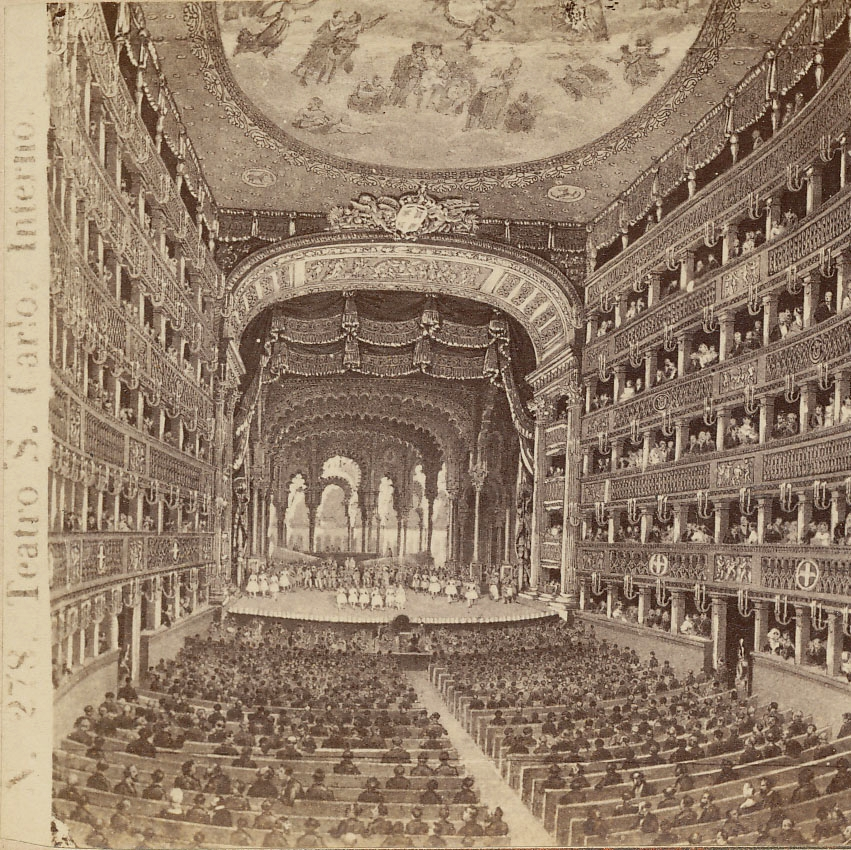
Real Teatro di San Carlo w Neapolu, gdzie Anna Binetti i Charles Le Picq święcili tryumfy latach 1772–1776

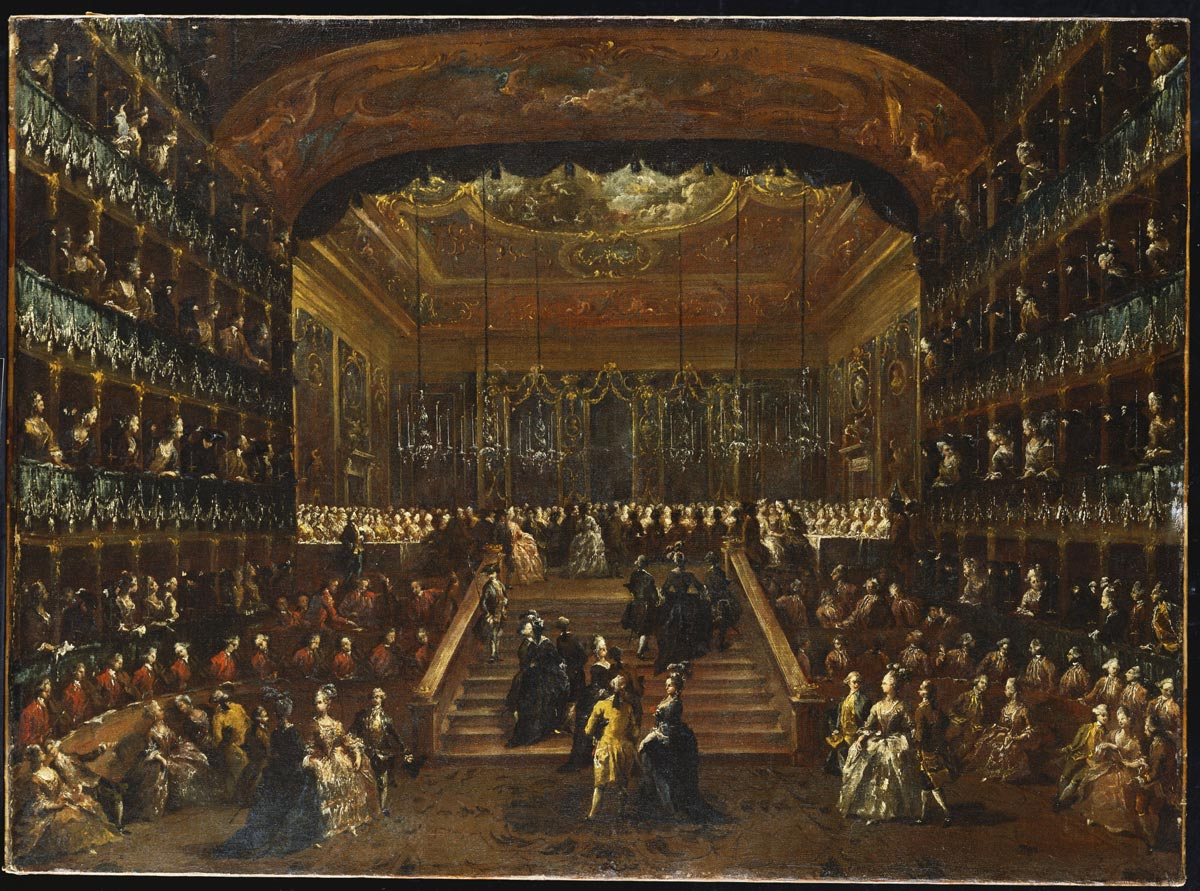
Teatro San Benedetto w Wenecji, gdzie Anna Binetti finalizowała karierę taneczną w latach 1776–1778

- 1765: Venus – Enea in Italia, choreografia Franz Hilverding, Neues Hoftheater am Rennplaz, Innsbruck
- 1766: Venus – Le Guerrier guidé par l’Amour, choreografia Vincent Saunier, Operalnia Saska, Warszawa
- 1766: rola? – Le Temple de la gloire, chorografia Vincent Saunier, Operalnia Saska, Warszawa
- 1768: Thelmire – Thelmire, choreografia Jean-Georges Noverre, Burgtheater, Wiedeń
- 1769: Armida – Rinaldo nell’isola incantata di Armida, choreografia Charles Le Picq i Jean Favier wg Noverre’a, Teatro San Benedetto, Wenecja
- 1770: Euridice – La Favola di Orfeo ed Euridice, choreografia Charles Le Picq wg Noverre’a, Teatro Regio Ducale, Mediolan
- 1770: Euridice – Orfeo ed Euridice, choreografia Charles Le Picq wg Noverre’a, Teatro San Benedetto, Wenecja
- 1770: Dejanira – Trionfi e vittorie d’Ercole, choreografia Charles Le Picq wg Noverre’a, Teatro San Benedetto, Wenecja
- 1771: Asteris – Gli amanti protetti dall’amore, choreografia Charles Le Picq, Teatro San Benedetto, Wenecja
- 1771: Medea – Giasone e Medea, choreografia Charles Le Picq wg Noverre’a, Teatro San Benedetto, Wenecja
- 1771: Asteris – Gli amanti protetti dall’amore, choreografia Charles Le Picq, Teatro Regio Ducale, Mediolan
- 1772: Ifigenia – Il sacrifizio d’Ifigenia, choreografia Charles Le Picq, Teatro Regio Ducale, Mediolan
- 1772: Ifigenia – Il sacrifizio d’Ifigenia, choreografia Charles Le Picq, Teatro San Benedetto, Wenecja
- 1772: Euridice – Orfeo ed Euridice, choreografia Charles Le Picq wg Noverre’a, Teatro Perrelli, Neapol
- 1772: Ifigenia – Il sacrifizio d’Ifigenia, choreografia Charles Le Picq, Teatro del Cocomero, Florencja
- 1773: Medea – Medea e Giasone, choreografia Charles Le Picq wg Noverre’a, Teatro Regio Ducale, Mediolan
- 1773: Armida – Armida e Rinaldo, choreografia Charles Le Picq wg Noverre’a, Real Teatro di San Carlo, Neapol
- 1773: Dejanira – Ercole e Dejanira, choreografia Charles Le Picq wg Noverre’a, Real Teatro di San Carlo, Neapol
- 1774: Clori – Aminta e Clori, choreografia Charles Le Picq, Real Teatro di San Carlo, Neapol
- 1774: Adele – Adele de Pontieù, choreografia Charles Le Picq wg Noverre’a, Real Teatro di San Carlo, Neapol
- 1775: Medea – Medea e Giasone, choreografia Charles Le Picq wg Noverre’a, Real Teatro di San Carlo, Neapol
- 1775: Adelaide – Adelaide di Guesclin, choreografia Charles Le Picq, Real Teatro di San Carlo, Neapol
- 1775: Galatea – Aci e Galatea, choreografia Charles Le Picq, Real Teatro di San Carlo, Neapol
- 1775: Calipso – Telemaco nell’isola di Calipso, choreografia Charles Le Picq, Real Teatro di San Carlo, Neapol
- 1776: Camilla – Gli Orazj, e gli Curiazi, choreografia Charles Le Picq wg Noverre’a, Real Teatro di San Carlo, Neapol
- 1776: Calipso – Telemaco nell’isola di Calipso, choreografia Charles Le Picq, Teatro San Benedetto, Wenecja
- 1777: Camilla – I tre Orazj e i tre Curiazj, choreografia Charles Le Picq wg Noverre’a, Teatro San Benedetto, Wenecja
- 1777: Figlia del Comandante – L’amante generosa, choreografia Giuseppe Canziani, Teatro San Benedetto, Wenecja
- 1778: Armida – Il Rinaldo, choreografia Ontario Viganò, Teatro San Benedetto, Wenecja

## Ostatnie lata na scenie
Wiosną 1779 roku została jeszcze zaproszona przez tancerza i baletmistrza Paolino Franchiego do Teatro Pubblico w mieście Forlì, gdzie przygotował on tańce do prapremiery nowej opery La Didone Bernardino Ottaniego według libretta Pietro Metastasia. Była gwiazdą tego przedstawienia, występując razem z Franchim jako „primi ballerini serii”. Tam właśnie, w maju, będąc przejazdem w Forlì, widział ją raz jeszcze Giacomo Casanova, ale było to już ostatnie ich spotkanie.
W karnawale 1779/80 spróbowała swych sił jako baletmistrzyni na scenie Teatro San Moisè, w którym debiutowała przed laty jako solistka baletu. Świadczy to o jej znaczącej pozycji w weneckim środowisku teatralnym, bowiem kobiet nie dopuszczano jeszcze wtedy do pracy choreograficznej w teatrach. Jako Mme Binet zrealizowała tam wówczas niewielki balet La filosofia delle donne w operze Le teste deboli Francesco Salariego, ale ten jej debiut baletmistrzowski nie miał już kontynuacji. Później uczyła podobno jeszcze tańca w Wenecji.

## Ponownie w Warszawie
Latem 1780, zapewne na zaproszenie swego dawnego adoratora, hrabiego Moszyńskiego, odwiedziła raz jeszcze Warszawę, by wystąpić gościnnie w roli Camilli w balecie Horacjusze i Kuracjusze (Les Horaces et les Curiaces) Jeana-Georges’a Noverre’a, wystawionym u nas 7 września przez Daniela Curza w Teatrze na placu Krasińskich z okazji gali rocznicy elekcji Stanisława Augusta. Tańczyła już tę partię wcześniej z wielkim powodzeniem w Mediolanie (1776) i Wenecji (1777) w choreografii Charles’a Le Picqa. Z tego jej ostatniego występu w Warszawie nie zachowała się jednak żadna relacja, poza informacją, że otrzymała wtedy w prezencie od króla Stanisława Augusta ozdobną tabakierkę wartości 110 dukatów. Ale to już ostatni, znany obecnie ślad jej aktywności artystycznej.

## Zdaniem Casanovy
Pomimo że Casanova nie widział Binetti od 1779, a w cztery lata później zmuszony był opuścić Wenecję na zawsze, nadal interesował się losem starej przyjaciółki. Świadczą o tym skąpe o niej informacje, jakie otrzymywał czasem z rodzinnego miasta od swego przyjaciela i wiernego korespondenta, senatora Pietro Antonio Zaguriego. Jeszcze w 1786 roku donosił on Casanovie, do jego ostatniej przystani życiowej w zamku Dux, że dawno już nie widział Binetti, ale wie, że “żyje się jej źle”. Zaguri przekazał mu też zapewne ostatnią, dość osobliwą wiadomość o Binetti, którą Casanova włączył do swoich pamiętników. Napisał tam o niej:

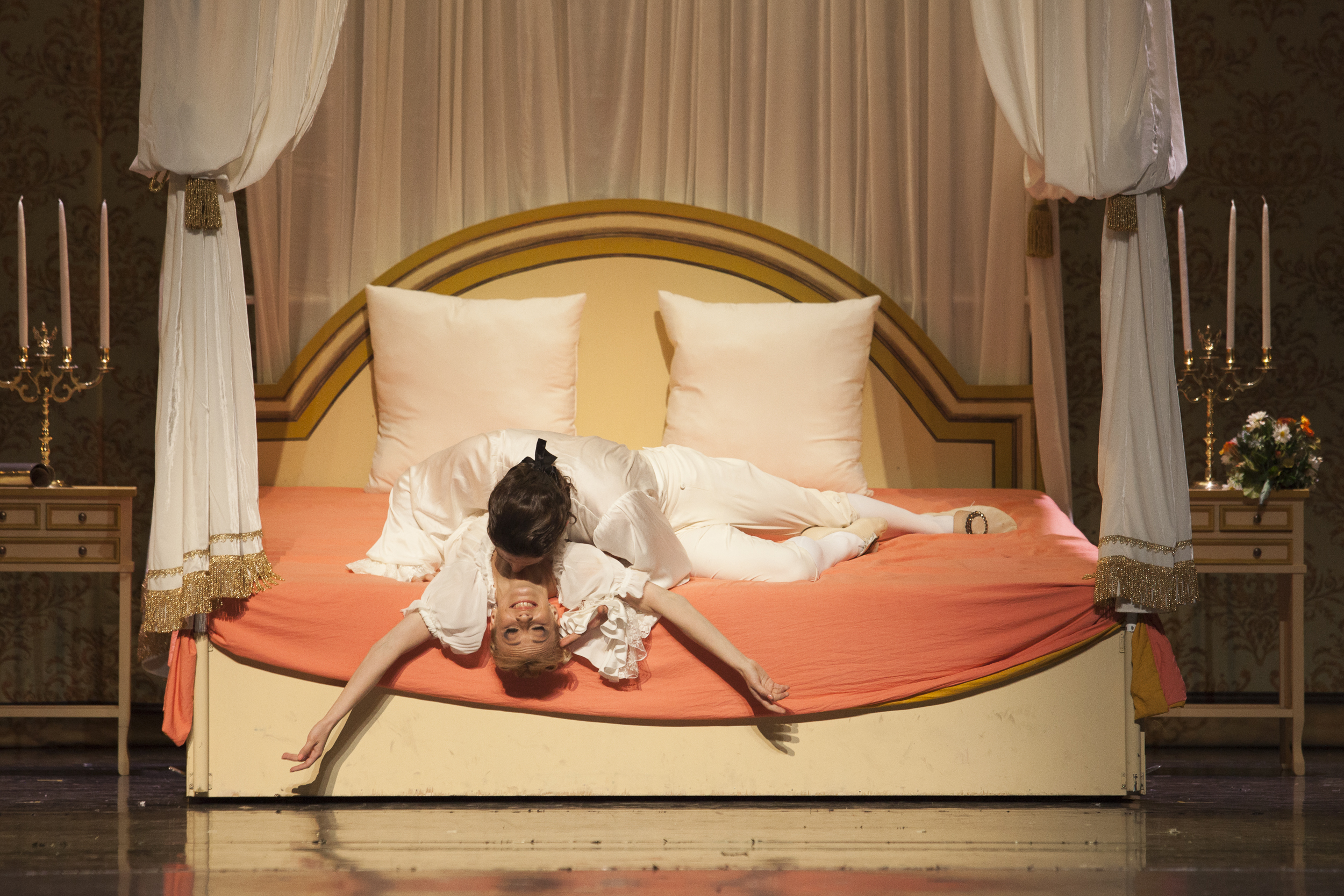
Alexandra Liashenko jako Anna Binetti i Vladimir Yaroshenko jako Casanova w balecie Casanova w Warszawie, 2015

„Była dziwnie uprzywilejowana, bo zawsze wyglądała młodo, sprawiając wrażenie, jakby czas się jej nie imał, pomimo swej nieuchronności. Wciąż wydawała się młoda, nawet w oczach wytrawnych znawców wyblakłego, minionego już kobiecego piękna. (…) Ostatnim kochankiem wspaniałej Binetti, uśmierconym mocą jej miłosnych rozkoszy, okazał się niejaki Moszyński, Polak, którego los rzucił do Wenecji...”.
Hrabia August Moszyński rzeczywiście bawił w Wenecji w maju 1786 roku, skąd wybrał się jeszcze na wycieczkę do Padwy, gdzie zmarł nagle 11 czerwca. Informacja Casanovy wydaje się więc bardzo wiarygodna. Nie wiadomo niestety jak potoczyły się dalsze losy jego ostatniej kochanki.

## Życie po życiu
Anna Binetti stała się jedną bohaterek baletu Casanova w Warszawie w Teatrze Wielkim – Operze Narodowej. Librecista Paweł Chynowski wraz z choreografem Krzysztofem Pastorem przypomnieli jej osobę przy okazji obchodów 250-lecia polskiego teatru publicznego. Prapremiera baletu z muzyką Wolfganga Amadeusa Mozarta pod batutą Jakuba Chrenowicza, w scenografii Gianniego Quaranty, odbyła się w Warszawie 28 maja 2015 roku. Postać Mme Binetti kreowała ukraińska solistka Polskiego Baletu Narodowego, Alexandra Liashenko, a towarzyszyli jej: Vladimir Yaroshenko jako Casanova oraz m.in.: Maksim Woitiul (Hrabia Branicki), Yuka Ebihara (Mlle Gattai), Robin Kent (Le Picq), Aneta Zbrzeźniak (Mlle Casacci), Adam Kozal w roli króla Stanisława Augusta, Patryk Walczak jako Carlo Tomatis i Viktor Banka (Hrabia Moszyński). Program przedstawienia zawiera interesujące materiały na temat Anny Binetti i jej środowiska w pierwszych latach istnienia warszawskiego baletu.